# He-Man and the Masters of the Universe (1983)
He-Man and the Masters of the Universe, veelal afgekort tot gewoonweg He-Man, is een Amerikaanse animatieserie uit 1983 die is gebaseerd op een succesvolle speelgoedlijn van Mattel, Masters of the Universe. Het programma was een van de vele uit de jaren tachtig die werden geproduceerd om speelgoed aan de man te brengen en het was een van de populairste animatieseries uit die tijd. Er werden in totaal twee seizoenen geproduceerd van elk 65 afleveringen.

## Eternia
De verhalen vinden plaats op Eternia, een fictieve planeet vol magische wezens en krijgers. Het hoofdpersonage is prins Adam, de jonge zoon van Eternia's heersers koning Randor en koningin Marlena. Als Adam zijn Power Sword naar de hemel richt en de magische zin "By the Power of Grayskull!" roept, verandert hij in He-Man, "the most powerful man in the universe". Samen met zijn medestanders, zoals Battle Cat, Man-At-Arms en Orko, wendt hij zijn krachten aan om Eternia te verdedigen tegen de slechte Skeletor en zijn trawanten. Skeletors hoofddoel is het geheimzinnige kasteel Grayskull te veroveren, de bron van He-Mans krachten. Als dát hem lukt, zal hij in staat zijn heel Eternia veroveren, en misschien zelfs het gehele universum.

## Rolverdeling
NB: enkel de belangrijkste personages worden hier vermeld. Elke acteur voorzag in de loop van de serie ook een groot aantal bijpersonages van een stem.
- John Erwin als He-Man/Prins Adam, Ram-Man, Beast Man, Webstor, Whiplash
- Alan Oppenheimer als Skeletor, Man-At-Arms/Duncan, Battle Cat/Cringer, Mer-Man, Buzz-Off, Roboto
- Linda Gary als Teela, Evil-Lyn, koningin Marlena, de tovenares van Castle Grayskull
- Eric Gunden als Orko, koning Randor, Stratos, Tri-Klops, Trap-Jaw, Kobra Khan, Man-E-Faces, Mekaneck, Zodak, Sy-Klone, Moss Man, Clawful, Jitsu, Spikor, Two-Bad, Modulok
- Erika Scheimer als bijpersonages
- George DiCenzo als bijpersonages

## Belangrijke personages

### Helden
- He-Man: het heroïsche alter ego van prins Adam en de titelheld van de serie.
- Battle Cat: de groene tijger die He-Man bijstaat in zijn strijd tegen het kwaad. Battle Cats andere identiteit is die van prins Adams bangelijke huistijger Cringer.
- Man-At-Arms, eigenlijk Duncan geheten: Teela's adoptiefvader en ontwerper en bouwer van futuristische wapens. Hij is een van de weinigen die He-Mans echte identiteit kent.
- Teela: een moedige krijger en adoptiefdochter van Man-At-Arms. Ze brengt prins Adam gevechtstechnieken bij, maar vindt hem ietwat te zorgeloos.
- Orko: een tovenaar uit een andere dimensie, wiens toverkunsten niet altijd even goed uitpakken. Hij is op de hoogte van prins Adams dubbelleven.

### Slechteriken
- Skeletor: de hoofdantagonist en de leiderfiguur voor veel slechteriken. Zijn hoofd is een kale (menselijke) schedel. Alhoewel er in de animatieserie zelf niet op ingegaan wordt, zagen de makers hem als de halfbroer van He-Mans vader. Skeletors panter Panthor is de valse tegenhanger van He-Mans Battle Cat.
- Beast Man: een van Skeletors trouwste, maar weinig behendige, handlangers. Hij kan op telepathische wijze dieren voor zijn karretje spannen.
- Evil-Lynn: een machtige tovenares die vaak capabeler is dan haar leider Skeletor.
- Mer-Man: een mensachtig waterschepsel dat de macht heeft over de dieren die onder water leven.
- Tri-Klops: een zwaardvechter met drie ogen. Hij is in staat de wereld om hem heen op verschillende manieren zien. Zo kan hij bijvoorbeeld door vaste voorwerpen heen kijken.
- Trap-Jaw: een cyborg met een grote metalen onderkaak waarmee hij de meest solide objecten kapot kan bijten.

## Spin-offs
He-Man and the Masters of the Universe was zo succesvol dat er ook een spin-off werd geproduceerd: She-Ra: Princess of Power, dat verhaalt van de avonturen van He-Mans zus She-Ra. Mattels latere pogingen om de speelgoedlijn van Masters of the Universe nieuw leven in te blazen, leidden tot de weinig populaire vervolgserie The New Adventures of He-Man uit 1990 en een update van de originele serie in 2002.